# Retrophyllum
Genre
Classification phylogénétique
Retrophyllum est un genre de plante de la famille des Podocarpacées.

## Description
Toutes les espèces de ce genre appartenaient au genre Nageia avant d'en être séparées et regroupées par Christopher Nigel Page dans le genre Retrophyllum.
Ce genre est à 20 paires de chromosomes, ce qui le différencie du genre Afrocarpus - 24 paires - et partiellement du genre Nageia - 20 ou 26 ou 29 paires selon les espèces -.

## Liste des espèces
- Retrophyllum comptonii (J. Buchholz) C.N.Page - Nouvelle-Calédonie - "Bois bouchon de forêt"
- Retrophyllum minor (Carrière) C.N.Page - Nouvelle-Calédonie - "Bois bouchon"
- Retrophyllum piresii (Silba) C.N. Page  - Brésil
- Retrophyllum rospigliosii (Pilg. ) C.N.Page - Venezuela, Colombie, Équateur, Pérou
- Retrophyllum vitiensis (Seem.) C.N.Page - Fidji, Moluques

## Référence
- Jaffré T., 1994. Distribution and Ecology of the Conifers of New Caledonia. Conifers of the Southern Hemisphere, (eds N.J. Enright, R.S. Hill), pp. 171-196. Melbourne University Press, Australia.
- J. Herbert,

P. M. Hollingsworth†, M. F. Gardner, R. R. Mill, P. I. Thomas, T. Jaffré - Conservation genetics and phylogenetics of New Caledonian Retrophyllum (Podocarpaceae) species - New Zealand Journal of Botany, 2002, Vol. 40: 175–188 